# Julio César Romero
Julio César Romero (n. 28 august 1960, Luque, Central Department⁠(d), Paraguay), mai bine cunoscut ca „Romerito”, este un fotbalist paraguayan retras din activitate, care a jucat pe post de mijlocaș la echipe ca Sportivo Luqueño⁠(d), Fluminense și New York Cosmos. Pe plan internațional, are prezențe la națională pentru Paraguay. Este considerat ca fiind unul dintre cei mai buni jucători paraguayeni din istorie. A fost singurul paraguayan trecut de Pelé pe lista FIFA 100.

## Legături externe
- Julio César Romero pe site-ul FIFA (arhivat)